# Rage My Bitch
Rage My Bitch war eine finnische Melodic-Death-Metal-Band aus Kouvola, die 2008 gegründet wurde und sich 2015 auflöste.

## Geschichte
Die Band wurde im Jahr 2008 von dem Schlagzeuger Antti Pousi und dem Gitarristen Matti Lämsä gegründet. Im Oktober des Jahres verstarb Pousi. Während des Frühlings 2009 erweiterte sich die ursprünglich als Duo gegründete Gruppe auf eine sechsköpfige Band. Im Juni wurde mit dem Produzenten Tonmi Lillman ein erstes Demo aufgenommen, das vier Lieder enthält. Eines hiervon ist eine neu abgemischte Version des Songs Evolution of a New Born Sin, in dem noch Pousi als Schlagzeuger zu hören ist. 2009 wurden ein paar Auftritte abgehalten, während an neuen Songs geschrieben wurde. 2010 erschien ein weiteres Demo, das drei Lieder umfasst. In diesem Jahr wurden verstärkt Konzerte gegeben. Zudem erschien ein Musikvideo zu dem Lied The Mirror. 2011 erschien über Inverse Records das Debütalbum Fell on Black Season. 2014 schloss sich das zweite Album Now Here Nowhere an. 2015 kam es zur Auflösung der Band.

## Stil
Pascal Stieler vom Magazin Legacy schrieb in seiner Rezension zu Fell on Black Season, dass die Band relativ seichten Melodic Death Metal spielt, der an die Gruppe Engel erinnere. In den Liedern setze man sowohl Klargesang als auch Growls ein. Charakteristisch sei auch der Einsatz von Keyboards, rockigen Riffs und gelegentlich groovenden Passagen. Lateishah Schultz von metal-temple.com ordnete die Band in ihrer Rezension zu Now Here Nowhere ebenfalls dem Melodic Death Metal zu. Die Gruppe gebe sich sehr abwechslungsreich. Schultz fielen vor allem die Synthesizer und Keyboards sowie der aggressive und melodische Gesang ins Auge.

## Diskografie
- 2009: Demo 2009 (Demo, Eigenveröffentlichung)
- 2010: Demo 2010 (Demo, Eigenveröffentlichung)
- 2011: Fell on Black Season (Album, Inverse Records)
- 2014: Now Here Nowhere (Album, Eigenveröffentlichung)